# Палезо (округ)
Палезо́ (фр. Palaiseau) — округ (фр. arrondissement) во Франции, один из округов в регионе Иль-де-Франс. Департамент округа — Эссонна. Супрефектура — Палезо.
Население округа на 2020 год составляло 632 931 человек. Плотность населения составляет 1308 чел./км². Площадь округа составляет всего 484 км².